# Indiens högsta domstol
Indiens högsta domstol (eng. The Supreme Court of India) är Indiens högsta domstol. Domstolen inrättades 28 januari 1950 i och med antagandet av det självständiga Indiens grundlag (The Constitution of India). Dess 13 ledamöter utnämns av Indiens president på förslag av Indiens regering.
Högsta domstolen utövar sin makt på grundval av grundlagen, och är enligt denna skyddad från politisk påverkan på annat sätt än att dess domare utses av en politiker, nämligen presidenten. Alla domstolens utslag är bindande inom hela det indiska territoriet, för såväl enskilda som delstater och federala myndigheter. Domstolen har lagprövningsrätt.
Det enda formella undantaget från domstolens jurisdiktion är brottmål inom delstaten Jammu och Kashmir sedan 2019 unionsterritorierna Jammu och Kashmir och Ladakh. Indiska strafflagen inte gäller där och den högsta domstolen är High Court of Jammu and Kashmir and Ladakh.  Det finns ingen specifikt delstatlig beslutskompetens som är sådan att Indiens högsta domstol är undantagen att pröva utövandet av denna kompetens.
I brottmål där dödsstraff utdömts och andra mål med speciella omständigheter kan republikens president besluta om nåd.